# Lijst van spelers van KF Tirana
Deze lijst omvat voetballers die bij de Albanese voetbalclub FK Tirana spelen of gespeeld hebben. De spelers zijn alfabetisch gerangschikt.

## A
- Ansi Agolli
- Mahmood Al Ajmi
- Krenar Alimehmeti

## B
- Pavllo Bukoviku
- Ervin Bulku
- Alban Bushi
- Luigj Bytyçi

## D
- Rezart Dabulla
- Nevil Dede
- Petrit Dibra
- Klodian Duro

## F
- Indrit Fortuzi
- Fatmir Frashëri

## G
- Alpin Gallo
- Mark Gurashi
- Rudolf Gurashi

## H
- Gentjan Hajdari
- Emil Hajnali
- Mahir Halili
- Cameron Hepple
- Isli Hidi
- Jahmir Hyka
- Skënder Hyka

## I
- Bahri Ishka

## J
- Mirel Josa

## K
- Adem Karrapici
- Josif Kazanxhi
- Agustin Kola
- Naim Krieziu
- Hysen Kusi

## L
- Gilman Lika
- Ilion Lika
- Leonard Liti
- Sllave Llambi
- Riza Lushta

## M
- Osman Mema
- Ali Mema
- Sulejman Mema
- Eldorado Merkoçi
- Arben Minga
- Shkëlqim Muça
- Devi Muka
- Edvin Murati

## O
- Bedri Omuri

## P
- Panajot Pano
- Saimir Patushi
- Ardit Peposhi
- Hysen Petrela
- Arjan Pisha

## R
- Florian Riza
- Altin Rraklli

## S
- Hamdi Salihi
- Bujar Sharra
- Elvis Sina
- James Situma
- Blaž Slišković
- Selman Stërmasi
- Anesti Stoja

## T
- Alban Tafaj

## X
- Niko Xhaçka
- Erjon Xhafa